# Zap Comix
Zap Comix è stata una serie a fumetti underground pubblicata negli Stati Uniti d'America ed emanazione della controcultura giovanile dei tardi anni sessanta. Anche se prima ci furono anche altre pubblicazioni dello stesso genere, autoprodotte e di limitata diffusione, Zap invece divenne il modello per le successive pubblicazioni a fumetti che si diffusero dopo di essa.
Fondata dal fumettista Robert Crumb, esordì nel 1968 edita dalla Apex Novelties proponendo personaggi che sarebbero divenuti famosi come Fritz il gatto e nuovi autori che poterono sperimentare nel campo del fumetto fondendo generi come la satira, l'erotico - al limite della pornografia -, la denuncia sociale e la parodia. Ha influenzato nel tempo importanti autori come Alan Moore e Kevin O'Neill che nelle loro opera hanno citato esplicitamente la rivista. La rivista si caratterizzò per contenuti e tematiche molto differenti dalle altre pubblicazioni a fumetti. Dopo il successo del primo numero, oltre a Crumb vennero pubblicati altri artisti come S. Clay Wilson, Robert Williams, "Spain" Rodriguez, Gilbert Shelton e due illustratori già noti per poster psichedelici, Victor Moscoso e Rick Griffin. Questa gruppo di artisti, insieme a Crumb, rimase per lo più costante in tutta la storia di Zap.
La serie viene ritenuto uno dei vertice della controcultura degli anni sessanta e influente esempio nel mondo del fumetto underground statunitense.  Una copia del primo numero della serie viene quotata circa 6.0000 dollari La serie è stata ristampata varie volte in patria e all'estero in volumi antologici.

## Storia editoriale
Il primo numero della serie venne edito a San Francisco agli inizi del 1968 in circa 3500 copie dall'editore Don Donahue pubblicato sotto l'etichetta Apex Novelties. Il materiale presente in questo primo numero non era quello programmato per il numero di esordio in quanto Brian Zahn, editore di Philadelphia che aveva pubblicato i primi lavori di Crumb sulla rivista Yarrowstalks - aveva intenzione di pubblicare una versione precedente del fumetto, ma avrebbe poi lasciato il paese con i lavori di Crumb il quale, piuttosto che ripetersi, preferì disegnare nuovo materiale che sostituì quello mancante.
Crumb raccontò di aver disegnato interamente il materiale per riempire un numero a ottobre e un altro a novembre del 1967, entrambi di ventiquattro pagine. L'editore conosceva Charles Plymell, un vecchio poeta hipster con una piccola macchina da stampa offset con la quale fece stampare all'inizio del 1968 una prima tiratura di cinquemila copie; la prima edizione aveva una copertina arancione e blu, al prezzo di copertina di venticinque centesimi. La moglie di Robert, Dana, insieme a Crumb, Donahue e alcuni amici, vendettero le copie del primo numero per strada e attraverso una rete di negozi.
Il numero realizzato da Crumb a ottobre 1967 e poi andato perso, una volta ritrovato venne poi pubblicato come Zap n. 0 verso la fine del 1968.
Il primo numero venne realizzato interamente da Crumb, mentre per il secondo numero, Crumb chiese la collaborazione di altri autori come S. Clay Wilson, Victor Moscoso e Rick Griffin. Gilbert Shelton si unì al gruppo con il terzo numero e Robert Wiliams e Spain Rodriguez arrivarono col quarto numero, completando così la squadra.
Nel 1968, poco prima della pubblicazione del terzo numero, Crumb trovò alcune fotocopie del materiale originale per il primo numero che era andato perduto, che gli permisero, dopo un processo di inchiostratura di alcune parti, di pubblicarlo in un numero speciale, Zap n. 0, che divenne quindi il terzo della serie.
Con il quarto numero (agosto 1969), la rivista venne pubblicata dalla Print Mint. A seguito di immagini ritenute inopportune, gli editori, Don & Alice Schenker, vennero arrestati e accusati di pubblicazione di materiale pornografico. In precedenza, Simon Lowinsky, che aveva una galleria d'arte a Berkeley e aveva esposto disegni di Crumb, era stato arrestato con la stessa accusa ma venne poi assolto dopo la testimonianza a favore di Peter Selz, una figura di spicco nel mondo dell'arte. A quel punto caddero anche le accuse contro i due editori.
Una sentenza della Corte suprema, nel 1973 causò il collasso del mercato dei fumetti underground, e da allora la rivista venne pubblicata sporadicamente, con intervalli anche di cinque anni fra un numero e il successivo.
A metà degli anni settanta, l'unico sbocco commerciale per i titoli clandestini era la vendita per corrispondenza.
Venne ancora pubblicato dalla Print Mint fino al n. 9 (1978), quando poi l'editore smise del tutto di pubblicare fumetti.
Dal decimo numero (1982) venne pubblicato dalla Last Gasp - che ristampò anche i primi numeri - sempre con lunghi intervalli fra due numeri successivi. Negli anni settanta vennero quindi pubblicati cinque numeri (dalla Print Mint e dalla Last Gasp), tre negli anni ottanta, e due negli anni novanta; nel 2005 venne pubblicato il n. 15 (ISBN 0867196351), sette anni dopo il precedente. Un cofanetto in edizione limitata in sei volumi contenente la serie completa (ISBN 9781606997871) venne pubblicata dalla Fantagraphics nel 2014; la raccolta conteneva anche l'inedito n. 16 il quale sarebbe stato poi pubblicato anche singolarmente a febbraio 2016.